# Longitarsus helvolus
Longitarsus helvolus är en skalbaggsart som beskrevs av Kutschera 1863. Longitarsus helvolus ingår i släktet Longitarsus, och familjen bladbaggar. Arten har ej påträffats i Sverige.